# Manuel Soto Freire
Manuel Soto Freire, nacido en Lugo el 26 de enero de 1826 y fallecido en Pantón el 27 de marzo de 1897, fue un periodista y editor español.

## Trayectoria
Formado en Lugo en la imprenta Pujol, estableció sus talleres tipográficos en 1851. Considerado el primer editor que planificó todo un proceso editorial en Galicia, dividió sus proyectos en dos secciones, la religiosa, la más numerosa, y otra variada donde incluyó una parte literaria, ensayo, manuales y grandes obras.
Editó los periódicos La Aurora del Miño (1857), del que fue director y fundador; El Correo de Lugo (1860), que dirigió; El Diario de Avisos (1861 y 1865), El Boletín de él Clero (1861), El Gallego (1867), La Paz (1869-1873), La Fe (1873) y El Lucense (1883). Editó Análisis de las aguas minerales de Lugo (1853), la publicación anual del Calendario de Galicia (1857), los almanaques Almanaque de Galicia (1858), Las dos Asturias (1864) y El Reino de Galicia (1866), y el Boletín eclesiástico (1868), la primera revista religiosa editada en Galicia.
Publicó los dos primeros tomos de la Historia de Galicia (1865-1866) de Manuel Murguía, y la Gramática Gallega (1868) de Saco y Arce, amais de obras de Rosalía de Castro. Fue autor del ensayo La imprenta en Galicia. Ensayo bibliográfico (1892), de consulta obligada en el estudio de la prensa periódica en Galicia.

## Galería de imágenes
|                                                                            |
| Almanaque de Galicia para uso de la juventud elegante y de buen tono, 1866 |

|                                                                                  |
| Antigüedades prehistóricas y célticas de Galicia, José Villaamil y Castro, 1873. |

|                                                                                |
| Descripción histórico-artística-arqueológica de la Catedral de Santiago, 1866. |

|                                                    |
| Gramática gallega, 1868, Juan Antonio Saco y Arce. |

|                                                       |
| Historia de Galicia por Manuel Murguía, tomo I, 1865. |

|                                          |
| Horas de inspiración, Emilia Calé, 1867. |